# Canal d'Eindhoven
Le Canal d'Eindhoven est un canal néerlandais dans le Brabant-Septentrional. Sa longueur est de 13,9 km.

## Géographie
Le Canal d'Eindhoven relie le centre d'Eindhoven avec le Zuid-Willemsvaart au sud de Helmond. Le canal a été creusé entre 1843 et 1846 et entièrement financé par la ville 
d'Eindhoven. Il dessert plusieurs zones industrielles d'Eindhoven, de Geldrop, de Nuenen et de Mierlo-Hout. Les rivières Kleine Dommel et Goorloop passent sous le canal, à l'aide d'un ponceau. Depuis 1971, le canal n'est plus utilisé pour la navigation fluviale ; désormais, sa fonction est uniquement récréationnelle et touristique.

## Écologie
L'écologie actuelle du canal est très intéressante : les rives sont abondamment fleuries et l'eau héberge plusieurs plantes aquatiques, dont des potamots et le très rare najas minor, qui pousse ici depuis 1992. Depuis 1988, on y trouve également l'asplenium foreziense. Dans l'ancien bassin portuaire du centre d'Eindhoven, on trouve plusieurs plantes aquatiques non exogènes.

## Monuments
Le pont levant qui subsiste est aujourd'hui un monument industriel, ainsi que quelques anciennes usines des environs, dont une ancienne usine à glace, qui héberge aujourd'hui le musée de DAF.

## Source

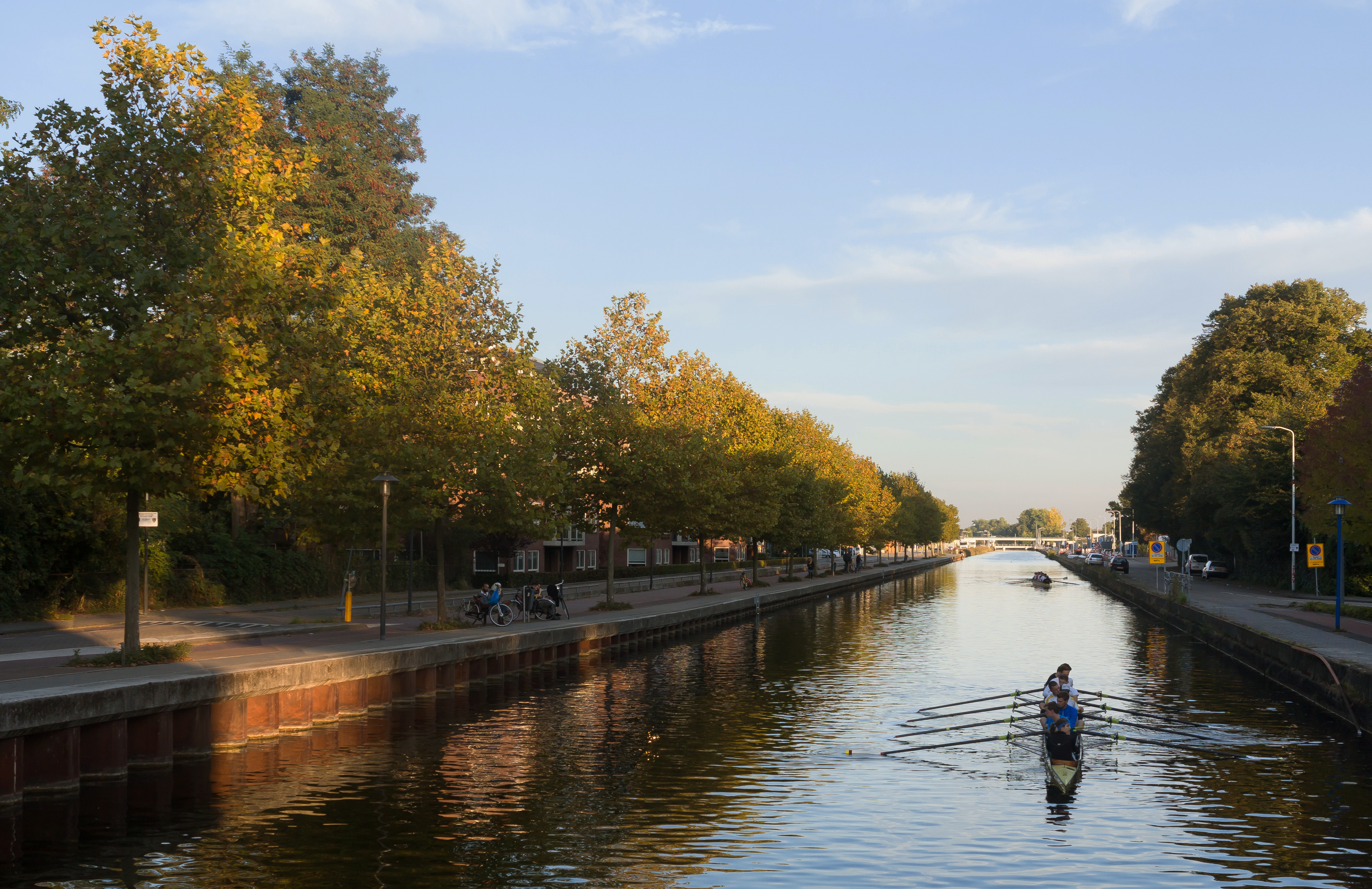
Les rameurs au Eindhovens Kanaal

- (nl) Cet article est partiellement ou en totalité issu de l’article de Wikipédia en néerlandais intitulé « Eindhovens Kanaal » (voir la liste des auteurs).